# Anton Eichhorn

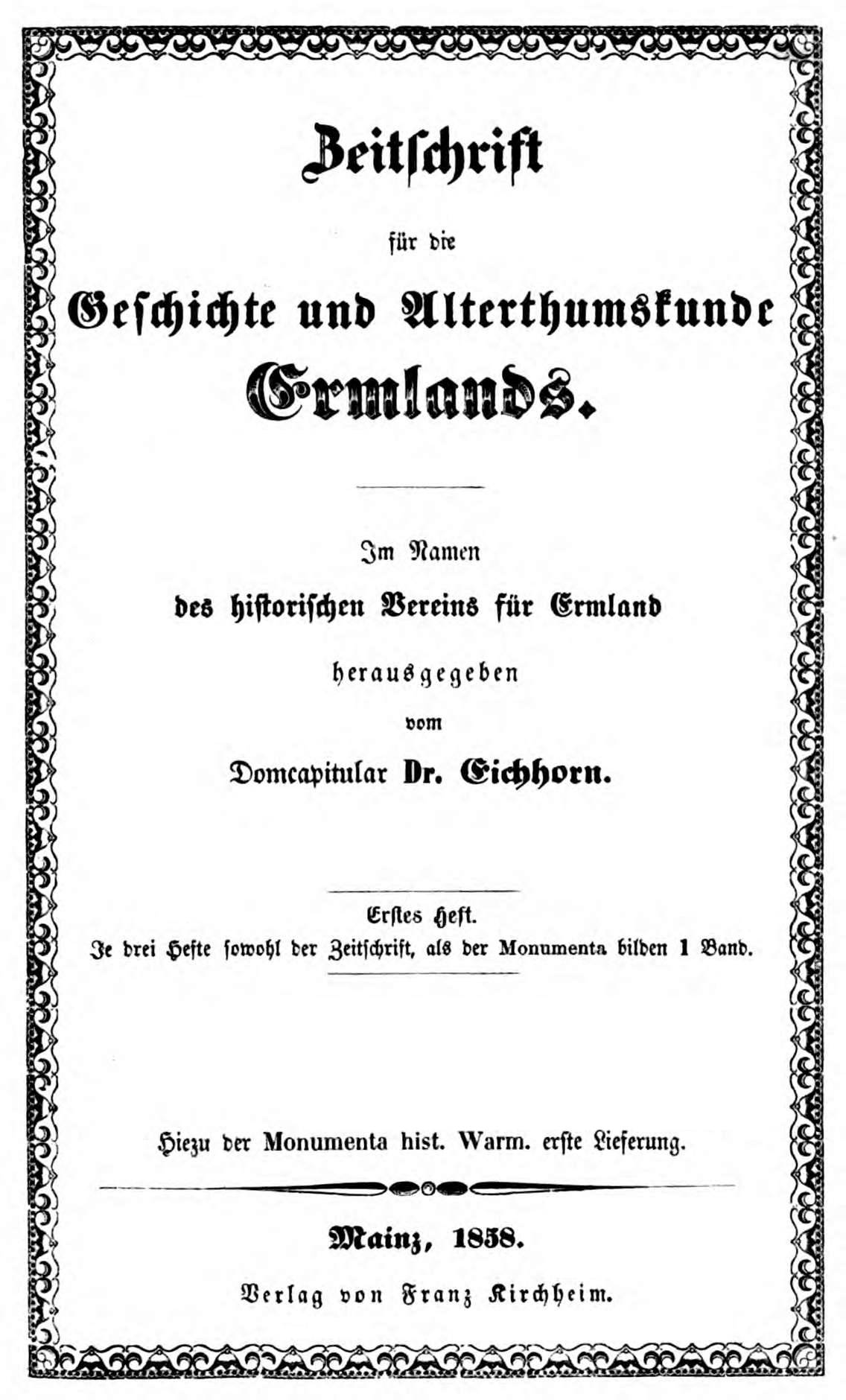
Zeitschrift für die Geschichte und Altertumskunde Ermlands 1858, strona tytułowa czasopisma wydawanego przez Antona Eichhorna w ramach działalności Warmińskiego Towarzystwa Historycznego

Anton Eichhorn (ur. 9 maja 1809 w Piszewie koło Jezioran na Warmii, zm. 27 lutego 1869 we Fromborku) – niemiecki teolog, historyk Kościoła i prawa kościelnego, badacz historii Warmii, profesor Liceum Hosianum w Braniewie.

## Życiorys
Anton Eichhorn urodził się w 1809 roku w Piszewie koło Jezioran jako syn zamożnego chłopa Alberta i Katarzyny z domu Niesewandt. Uczęszczał do szkoły miejskiej w Jezioranach, następnie w latach 1820–1824 do progimnazjum w Reszlu. W latach 1824–1828 uczył się w gimnazjum w Braniewie, gdzie pozostawał pod wpływem znanego pedagoga Johanna Schmüllinga (1774–1851), reformatora szkolnictwa braniewskiego. Po uzyskaniu matury w 1828 kontynuował naukę w Liceum Hosianum, w którym w latach 1828–1832 studiował filozofię i teologię. Był uczniem wybitnego teologa prof. Johanna Busse (1788–1835), wykładającego historię Kościoła, prawo kościelne i języki bliskowschodnie.
3 czerwca 1832 otrzymał święcenia kapłańskie z rąk biskupa Józefa von Hohenzollerna, następnie przez prawie dwa lata był wikarym w katedrze św. Mikołaja w Elblągu, po czym został wysłany na studia do Berlina, gdzie uzyskał doktorat z filozofii (26 kwietnia 1835). Po powrocie do Braniewa uczył religii w szkołach miejskich. W 1838 został mianowany profesorem zwyczajnym w Liceum Hosianum, w którym wykładał historię Kościoła, prawo kościelne i egzegezę Pisma Świętego. W kadencji 1851–1854 był wybrany na rektora tejże uczelni. W marcu 1852 roku przeniósł się do Fromborka. Od kwietnia 1867 był dziekanem katedry we Fromborku.
Anton Eichhorn założył w 1856 roku z Carlem Peterem Woelkym, Franzem Beckmannem, Andreasem Thielem (późniejszym biskupem warmińskim) i Josephem Benderem Warmińskie Towarzystwo Historyczne (Historischer Verein für Ermland). Pełnił funkcję prezesa stowarzyszenia oraz wydawcy czasopisma Zeitschrift für die Geschichte und Altertumskunde Ermlands. W 1848 roku, jako poseł powiatu braniewskiego, brał udział w zgromadzeniu narodowym w Berlinie. Był rycerzem Orderu Czerwonego Orła IV klasy.
Zmarł 27 lutego 1869 we Fromborku. Pochowany został 3 marca w krypcie katedry we Fromborku.